# Croix pointée
Cette page contient des caractères spéciaux ou non latins. S’ils s’affichent mal (▯, ?, etc.), consultez la page d’aide Unicode.
La croix pointée est un symbole utilisé dans l’écriture manuscrite du grec et du latin sous le nom d’astérisque, ou comme symbole typographique en ourdou. Ce symbole est composé d’une croix formée d’une ligne verticale et d’une horizontale et de quatre points chacun dans un coin de cette croix.

## Utilisation
Dans les manuscrits grecs et latins, l’astérisque à la forme de deux traits croisés à angle droit diagonalement ‹ ※ ›, analogue à la croix de saint André, ou verticalement ‹ ⁜ ›, pointés dans chaque angle,. Il a différentes significations : fin d’un poème, autre occurrence du même vers ailleurs, réparation d’une omission (chez Homère), signalement de vers authentiques, signalement de ce qui manque ou de l’ellipse.
En ourdou, le symbole ‹ ⁜ › est utilisé comme symbole typographique pour séparer les paragraphes.